# Antena paraboliczna

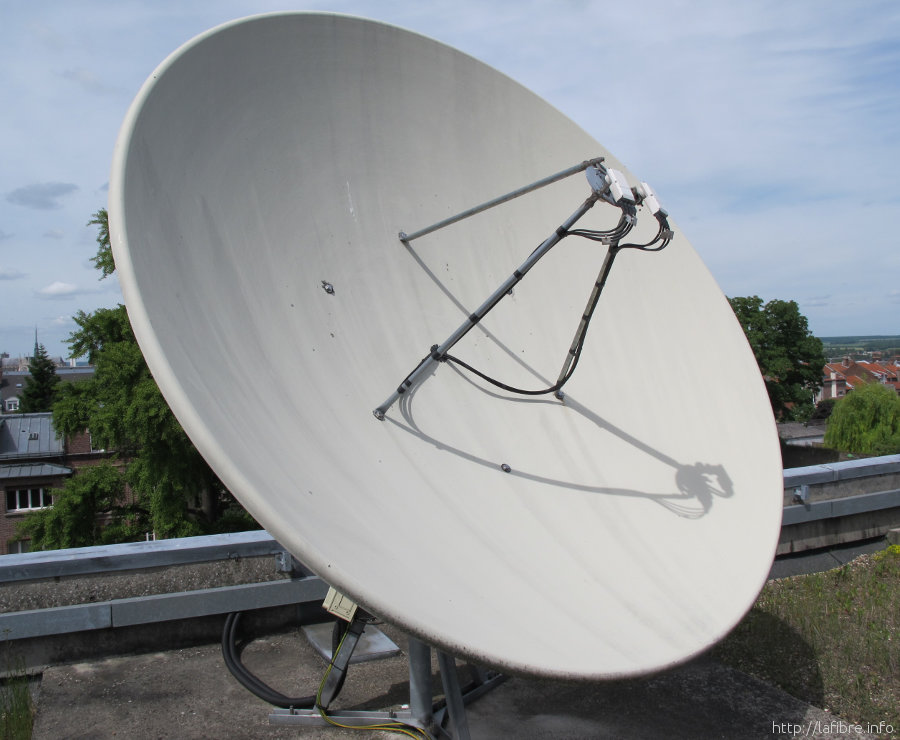
Antena paraboliczna

Antena paraboliczna – element urządzenia radiotechnicznego, przeznaczony do emitowania i odbioru fal elektromagnetycznych oraz do budowy łączy mikrofalowych o silnej kierunkowości.
Paraboliczne anteny mikrofalowe najczęściej używane są do szerokopasmowej kierunkowej transmisji sygnałów. Wykorzystywane do transmisji sygnałów w szeregu wysoko specjalizowanych systemów, są często instalowane w warunkach bardzo narażonych na działania atmosferyczne. Budowa, wymiary i charakterystyka anten parabolicznych ściśle zależą od zastosowania i długości fal. Podstawowymi parametrami są: zysk energetyczny, charakterystyka promieniowania, polaryzacja fali oraz impedancja. Anteny paraboliczne są odmianą anten kierunkowych, ale współpracują z talerzem oraz dają zysk od 20 do 60 dBi w zależności od promienia talerza. Kąt promieniowania do 10 stopni.
Anteny paraboliczne nie pokrywają dużego obszaru, jednak skupiają wiązkę fal radiowych. Anteny paraboliczne posiadają mały kąt apertury. Dzięki takiej charakterystyce anteny paraboliczne mają największy zysk i kierunkowość ze wszystkich rodzajów anten. Ich zastosowanie to głównie połączenia punkt-punkt na dalekie odległości.